# Landion (affluent de l'Ource)
Pour les articles homonymes, voir Landion.
Le Landion est un ruisseau français qui coule dans les départements de l'Aube, en région Grand Est, et de la Côte-d'Or, en région Bourgogne-Franche-Comté. C'est un affluent de l’Ource en rive droite, donc un sous-affluent de la Seine.

## Géographie
De 10,7 kilomètres de longueur, le Landion nait dans la commune de Cunfin (rue de la Fontaine)et, se jette dans l'Ource à Verpillières-sur-Ource. Il s'écoule globalement de l’est vers l'ouest.

### Communes traversées
Le Landion traverse trois communes, soit d'amont vers l'aval : Cunfin, Grancey-sur-Ource, et Verpillières-sur-Ource, situées dans les départements de l'Aube et de la Côte-d'Or.

### Bassin versant
Son bassin versant correspond à la zone hydrographique « Le Landion de sa source au confluent de l'Ource (exclu) (F045) » et s'étend sur 28 km2. Il est constitué à 72,15 % de « forêts et milieux semi-naturels », 25,40 % de « territoires agricoles », et à 1,19 % de « territoires artificialisés ».

## Affluents
Le Landion n’a  aucun affluent référencé par le SANDRE